# 芒特莫里斯鎮區 (明尼蘇達州莫里森縣)
芒特莫里斯鎮區（英語：Mount Morris Township）是位於美國明尼蘇達州莫里森縣的一個行政鎮區，於1897年設立。

## 地方資料
芒特莫里斯鎮區的面積為77.59平方千米，當中陸地面積為77.56平方千米，而水域面積為0.03平方千米。根據2020年美國人口普查的數據，當地共有人口79人，而人口密度為每平方千米1.02人。